# Hristo Stoitjkov
Hristo Stoitjkov Stoitjkov (bulgariska: Христо Стоичков Стоичков), född 8 februari 1966 i Plovdiv, är en bulgarisk före detta fotbollsspelare.

## Landslagskarriären
Stoitjkov var mycket framgångsrik i fotbolls-VM 1994, då han hjälpte Bulgarien till en fjärdeplats (förlorade mot Sverige i bronsmatchen). Han blev vald till Europas bäste fotbollsspelare samma år.
Stoitjkov var en väldigt bra frisparksskytt, vilket visade sig bland annat i VM-kvartsfinalen mot Tyskland 1994 då Bulgarien slog ut de regerande världsmästarna. Han spelade i Bulgariens landslag 1986–1999 och gjorde sammanlagt 83 matcher med totalt 37 mål. Pelé utsåg honom till en av tidernas 125 bästa levande fotbollsspelare.

## Klubbkarriären
Stoitjkov var del av Johan Cruijffs trupp i FC Barcelona och hjälpte dem till en av deras mest framgångsrika eror någonsin, då de vann Primera Division fyra år i rad, mellan 1991 och 1994, samt Uefa Champions League 1992 då de mötte Sampdoria i finalen. 1997 hjälpte han Barcelona att vinna Supercopa de España, Copa del Rey och Cupvinnarcupen.
Under första säsongen med Barcelona blev han avstängd i två månader efter att ha stampat på domarens fot, men han gjorde ändå 14 mål i ligaspelet och ytterligare sex stycken i Cupvinnarcupen.

## Spelstil
Stoitjkov spelade oftast som vänsteranfallare och var känd för sin explosivitet, sina snabba dribblingar och karakteristiska filmningar som ofta lurade domarna. Han brukade även vara den som slog fri- och straffsparkar för laget. En annan sak som karakteriserade honom var hans ilskna temperament på planen och inte sällan argumenterade han vilt med domaren eller med motspelarna.

## Tränarkarriär
Stoitjkov var Bulgariens tränare 2004–2007. 2007-2008 tränade han Celta Vigo.